# Acmaeodera latiflava
Acmaeodera latiflava  (лат.) — вид жуков-златок рода Acmaeodera из подсемейства Polycestinae (Acmaeoderini). Распространён в Новом Свете: США. Кормовым растением имаго являются Adenostoma sp., Baileya sp., Encelia sp., Eriodictyon trichocalyx, Helianthus gracilentus, Melampodium lecanthum, Opuntia sp., Salvia apiana, S. vaseyi, Sphaeralcea ambigua, Stephanomeria puciflora, Viguiera deltoidea parishii, Yucca whipplei (Westcott, et al. 1979:175), а у личинок — Agave consociata (Knull 1947:211).
Вид был впервые описан в 1907 году биологом Генри Клинтоном Фоллом (Henry Clinton Fall).